# Обам-Нгема, Полен
Полен Обам-Нгема (фр. Paulin Obame-Nguema; 28 декабря 1934, Либревиль — 11 декабря 2023, Либревиль) — политический деятель Габона, премьер-министр Габона с 2 ноября 1994 по 23 января 1999 года.
Собирался уйти в отставку в июне 1996 года и в январе 1997 года, однако президент Омар Бонго не принял его отставку. Его срок закончился 23 января 1999 года, когда Жан-Франсуа Нтутум Эман стал его преемником на пост главы правительства, после этого он был назначен министром здравоохранения, народонаселения и по социальным вопросам в конце января 1999 года и министром социальных дел с 10 февраля 1999 года.
Умер 11 декабря 2023 года в Либревиле.